# Tomcat Combat
Tomcat Combat (em português: Luta do Gatoso) é o 89º curta de desenho animado da série Woody Woodpecker. Lançado no cinema em 7 de março de 1959, o filme foi produzido pela Walter Lantz Productions e distribuído pela Universal International. 

## Enredo
Philbert, um gato grande e faminto, vê Pica-Pau e o persegue. Pica-Pau sobe e desce de uma árvore, sobre telhados, para baixo de uma chaminé, de uma janela e de uma cerca, com o gato em perseguição. Por fim, o gato pega Pica-Pau  e está pronto para uma boa refeição quando ele fica atordoado por um golpe forte na cabeça. Virando vertiginosamente, ele vê o policial Willoughby segurando um jornal, cuja legenda diz "Nova lei protege o pica-pau dos gatos". O oficial faz o gato dizer a Pica-Pau  que ele está arrependido e que ele não vai mais incomodá-lo. O gato dá um tapinha na cabeça de Pica-Pau e o trata com ternura até que o oficial se afaste da vista. Sem o oficial, o gato volta a atacar o Pica-Pau, que está encurralado. O oficial aparece novamente no momento oportuno para proteger a ave. Finalmente, Pica-Pau se livra do gato, que é enviado para Marte enquanto Pica-Pau e o oficial observam desaparecer no espaço através de um telescópio. 